# International Maritime College Oman
Das International Maritime College Oman (IMCO) (arabisch كلية عمان البحرية الدولية, DMG Kullīyat ʿUmān al-Baḥrīya ad-Daulīya) ist eine private Fachhochschule in Sib in Oman.
Das IMCO wurde 2005 als Joint Venture zwischen dem omanischen Staat und der niederländischen „Shipping and Transport College Group (STC)“ gegründet. Das College ist mehrheitlich (70 %) im Besitz des Staates.
Die Hochschule befand sich ursprünglich in der Nähe des Flughafens Maskat auf dem Campus des Oman Tourism College und ist 2010 in die Hafenstadt Suhar umgezogen. Das neuerrichtete Gebäude bietet Platz für 1500 Studenten. Langfristig ist auch die Errichtung einer Dependance in Salala vorgesehen, die ebenfalls über einen wichtigen Hafen verfügt. Derzeit werden zwei- bis dreijährige Diplomkurse sowie vierjährige Bachelor-Kurs in vier Fachbereichen angeboten:
- Deck Officer (Nautical Studies);
- Marine Engineering Officer;
- Port, Shipping and Transport Management;
- Operation Technology (oil, gas and petrochemical process industries).

Zusätzlich wird ein Vorstudienlehrgang (engl. foundation program) angeboten. Außerdem ist der Studiengang „Master of Science in Shipping and Transport“ eingerichtet worden. Daneben werden auch Weiterbildungskurse angeboten. Unterrichtssprache ist ausschließlich Englisch. Die Studiengebühren liegen bei 2625 RO pro Jahr für den Vorstudienlehrgang und 3675 RO pro Jahr für die akademischen Programme.